# Новая эра Z
«Новая эра Z» (англ. The Girl with All the Gifts, буквально — Девочка, всем одарённая) — британский постапокалиптический научно-фантастический фильм о зомби 2016 года режиссёра Колма Маккарти по сценарию Майка Кэри. Фильм основан на романе Кэри «Дары Пандоры». В главных ролях Джемма Артертон, Пэдди Консидайн, Гленн Клоуз и Сенниа Нануа. Фильм изображает антиутопическое будущее после распада общества после того, как большая часть человечества была уничтожена грибковой инфекцией. Сюжет фокусируется на борьбе учёной, учительницы и двух солдат, которые отправляются в путешествие выживания с девочкой по имени Мелани.

## Сюжет
В результате вызванной грибком эпидемии человечество поразила страшная болезнь: заражённые превращаются в агрессивных плотоядных существ, которые набрасываются на остальных людей. После нескольких лет эпидемии уцелевшие остаются лишь на нескольких военных базах, окружённых заборами, однако «голодные» (hungries, название заражённых) постоянно стремятся разрушить ограду. «Голодные» не обладают речью и интеллектом, ориентируются в основном при помощи обоняния.
На одной из военных баз учёные занимаются поиском вакцины от болезни. Параллельно там в особых условиях и под тщательной охраной содержатся заражённые дети — это второе поколение заражённых, которые находились ещё в утробе, когда их матери были заражены. В отличие от «голодных», дети обладают высоким интеллектом и могут вести себя, как обычные люди. Тем не менее, они также плотоядны и смертельно опасны, и чтобы не вызывать у детей звериного инстинкта, все имеющие с ними дела мажут тело специальным гелем, скрывающим запах человека. Дети обучаются в классе у учительницы Хелен Джастино. Среди всех детей выделяется Мелани, которая умнее прочих и которой больше всего симпатизирует Хелен. Мелани часто просит учительницу прочитать какую-нибудь историю, и та часто читает им мифы, в числе прочих миф о Пандоре. Когда Хелен просит детей самих написать какую-нибудь историю, Мелани пишет о том, как она идёт с учительницей в лес и там спасает её от монстра.
Доктор Колдуэлл приблизилась к получению вакцины, но для завершения ей нужен головной и спинной мозг заражённого ребёнка. Она просит Мелани назвать случайное число до 20, та выбирает 13 - и на следующий день ученик из комнаты 13 не появляется на занятиях. Тогда Мелани выбирает число своей комнаты, и Колдуэлл забирает Мелани для того, чтобы использовать её органы при изготовлении вакцины. В это время, однако, «голодные» прорываются на базу и уничтожают почти всех людей. Трое военных, раненая доктор Колдуэлл, учительница и Мелани спасаются на грузовике. В лесу на них снова набрасывается группа «голодных», в результате чего они теряют ещё одного человека. Оставшиеся пятеро направляются в заброшенный Лондон, пытаясь по дороге связаться с основной военной базой в Биконе.
В Лондоне группа натыкается на толпы стоящих на ногах, но полуспящих «голодных», однако им удаётся укрыться в больнице. Мелани вызывается выйти на улицу за едой, поскольку «голодные» не нападают на заражённых детей. В городе девочка рассматривает квартиры людей и предметы, которых она никогда не видела. Она также ловит кошку, утоляя свой голод, и с помощью найденной собаки уводит «голодных» от больницы, чтобы остальные могли выйти наружу. Путешествуя по городу, группа находит передвижную лабораторию, в которой укрывается. Также неподалеку они видят огромное растение, выросшее из разложившихся трупов «голодных»: на растении множество стручков, содержащих смертоносный грибок, но пока эти стручки слишком твёрдые, чтоб раскрыться. По словам Колдуэлл, повлиять на дерево может что угодно, от землетрясения до пожара.
Солдат Киран снова уходит на поиски еды, и его замечает стая одичавших детей из того же поколения, что и Мелани, но никогда не имевших дела с человеком и не умеющих говорить. Они заманивают Кирана в магазин и убивают его. Заметив детей, Мелани приводит Хелен и сержанта Паркса на помощь к Кирану, но уже поздно. Мелани вступает в схватку с предводителем дикарей, убивая его и завоевывая авторитет.
Доктор Колдуэлл понимает, что скоро умрёт от заражения крови, и пытается, усыпив Хелен и Паркса газом, довести до конца изготовление вакцины, принеся в жертву Мелани. Однако Мелани, которую доктор также пыталась усыпить газом, сообщает, что на самом деле ей не требуется дышать, а потому и газ на неё не действует. На прямой вопрос Мелани доктору, кем она считает заражённых детей и являются ли они живыми существами, та отвечает утвердительно. Мелани отвечает на это, что не понимает, почему тогда она должна умирать за людей. Она выходит из лаборатории и поджигает дерево со стручками: стручки лопаются, выпуская в воздух споры, что означает скорую гибель всего человечества, поскольку заболевание будет передаваться по воздуху. Доктор Колдуэлл выходит на поиски Мелани, но дети-дикари убивают её. К Мелани подходит Паркс, который вышел из лаборатории в поисках Мелани. На вопрос, что случилось, Мелани говорит, что миру не пришел конец, он просто изменился. Из-за заражённого воздуха начинает превращаться в «голодного», и просит Мелани убить его, что та и делает.
В живых из людей остаётся только Хелен, которая фактически становится заключённой в лаборатории. Мелани собирает детей с военной базы и диких детей и рассаживает их перед стеклянной дверью лаборатории, чтобы Хелен могла учить их, как и раньше. Она просит учительницу снова рассказать историю, говоря с улыбкой, что у них теперь на это «полно времени».

## В ролях
| Актёр            | Роль                     |
| ---------------- | ------------------------ |
| Джемма Артертон  | Хелен Джастино           |
| Сенниа Нануа     | Мелани                   |
| Гленн Клоуз      | доктор Кэролайн Колдвелл |
| Пэдди Консидайн  | сержант Эдди Паркс       |
| Анамария Маринка | доктор Селкирк           |
| Доминик Типпер   | рядовой Девани           |
| Фисайо Акинаде   | рядовой Киран Галлахер   |
| Энтони Уэлш      | рядовой Диллон           |

## Съёмки
Панорамы Лондона с воздуха снимались микродроном в городе Припять, Украина, в зоне отчуждения Чернобыльской АЭС.

## Отзывы
Фильм получил преимущественно положительные отзывы кинокритиков. На сайте Rotten Tomatoes фильм имеет рейтинг 86 %, на основании 120 рецензий критиков, со средним баллом 7,2 из 10. На Metacritic — 67 баллов из 100 на основе 20 рецензий.

## Награды и номинации
- 2016 — номинация на приз Variety Piazza Grande на кинофестивале в Локарно.
- 2016 — приз кинофестиваля Austin Fantastic Fest[англ.] за лучшую режиссуру (Колм Маккарти).
- 2016 — приз лучшей актрисе (Сенниа Нануа) на Каталонском кинофестивале в Сиджесе.
- 2016 — Премия британского независимого кино за прорыв в продюсировании (Камиль Гатин), а также три номинации: лучший дебютант (Сенниа Нануа), лучшая актриса второго плана (Джемма Артертон), лучшее техническое достижение (Себастьян Баркер за визуальные эффекты).
- 2017 — номинация на премию BAFTA за лучший дебют британского сценариста, режиссёра или продюсера (Майк Кэри, Камиль Гатин).
- 2017 — две премии кинофестиваля в Жерармере: приз зрительских симпатий (Колм Маккарти), лучшая музыка (Кристобаль Тапия де Веер).
- 2017 — две номинации на премию «Империя» за лучший британский фильм и за лучший дебют актрисы (Сенниа Нануа).
- 2017 — две номинации на премию Лондонского кружка кинокритиков: лучший прорыв британского кинодеятеля (Майк Кэри), лучший молодой британский исполнитель (Сенниа Нануа).